# Muraenolepididae
Las gadimorenas son peces del género Muraenolepis, el único encuadrado en la familia Muraenolepididae, peces marinos del orden Gadiformes distribuidos por los océanos de todo el hemisferio sur. Su nombre procede del latín: muraena (el pez morena) +  del griego: lepis (escama), literalmente son morenas con escamas.

## Anatomía
El cuerpo es alargado anguiliforme; tienen dos aletas dorsales, la primera constituida por un solo radio, mientras que sólo tiene una aleta anal; además, las aletas dorsal, caudal y anal están unidas en una sola; las escamas están dispuestas en ángulos oblicuos unas con respecto a otras. El mentón presenta bigotes; no presenta dientes en el vómer.

## Hábitat y forma de vida
Viven en aguas frías del hemisferio sur cercanas a la Antártida, en zonas costeras del continente e islas, donde se alimentan del zooplancton.

## Especies
Existen una 8 especies válidas en este género y familia:
- Muraenolepis andriashevi (Balushkin y Prirodina, 2005)
- Muraenolepis kuderskii (Balushkin y Prirodina, 2007)
- Muraenolepis marmorata (Günther, 1880) - Gadimorena jaspeada.
- Muraenolepis microcephala (Norman, 1937) - Gadimorena microcéfala.
- Muraenolepis microps (Lönnberg, 1905) - Gadimorena ojichica.
- Muraenolepis orangiensis (Vaillant, 1888) - Gadimorena patagónica.
- Muraenolepis pacifica (Prirodina y Balushkin, 2007)
- Muraenolepis trunovi (Balushkin y Prirodina, 2006)